# 작은 아씨들
작은 아씨들(Little Women)은 1868년 미국의 소설가 루이자 메이 올컷이 쓴 자전적 소설이다. 이 책은 1868년과 1869년을 통해 두 권으로 출판되었다. 첫 권인 《작은 아씨들》은 마치(March)가(家)의 네 자매, 메그(Meg), 조(Jo), 베스(Beth), 에이미(Amy)의 이야기를 다룬 소설로 상업적으로도, 비평가들에게도 좋은 성공을 거두어, 두 번째 출간한 《좋은 아내들》의 성공을 촉진했고 이 책도 성공을 거두었다. 이것들이 단권으로 출간된 것은 1880년이며, 이 때의 제목도 《작은 아씨들》이었다. 올컷은 이후 2개의 후속작을 발표했는데, 《작은 소년들》(1871), 《조의 아들들》(1886)을 각각 내놓았다.

## 개요
19세기 미국이 무대이다. 청교도가 종교적 배경인 마치 가문의 네 자매의 이야기를 그린 소설이다. 속편이나 그 후속편으로 이어진 자매들의 결혼이나 이후의 생활이 그려져 있다. 원제가 되었던 ‘리틀 위민’(Little Women)은 저자의 아버지가 진짜 처녀들을 호칭하는 데 사용한 말로, 단순히 어린 소녀가 아니라 한 사람의 훌륭한 여자라는 의미로 사용되고 있었다. 제 1편 속편에서는 성서나 개신교 문학인 《천로역정》의 영향을 받은 것으로 보인다. 일가가 하는 자선사업의 영향도 받았던 것으로 생각된다.
작은아씨들의 "곰 학원(베어 가르텐)"의 모델은 저자의 아버지가 열었던 학교이다. 개성 있는 아이들의 생생한 삶과 각자의 결점과 분쟁 뿐 아니라 특히 당시로서는 특이하다고 할 장애아동과 비장애 아동의 통합 교육도 그려져 있다.
작품에서는 이미 "곰 학원"은 대학 캠퍼스로 리모델링되어 있고 메그와 에이미의 딸들이 작품상 중요한 존재로 된다.
세계 여러 나라에서 영화, 연극 외에도 만화, 애니메이션으로 사랑 받고 있으며, 특히 1933년, 1994년 MGM 영화는 잘 알려져 있다.

## 줄거리
네 자매는 미국 내전이 진행되는 동안 아버지가 전쟁에 참가하게 되어 아버지 없이 크리스마스를 맞게 된다. 이후 자매들은 가난 속에서 살다 돈을 벌기 위해 일을 한다. 그렇게 아버지가 돌아올 때까지 여러 어려움과 일들을 겪지만 잘 헤쳐나가는 성장 이야기이다.